# 熊本市警察
熊本市警察（くまもとしけいさつ）は、かつて存在した熊本県熊本市の自治体警察。

## 概要
従来の熊本県警察部が解体され、1948年（昭和23年）3月7日に熊本市警察本部が設置された。1950年（昭和25年）4月に熊本市警察局と改称した。
1954年（昭和29年）に新警察法が公布された。これにより国家地方警察と自治体警察が廃止され、新たに都道府県警察として熊本県警察本部が発足。熊本市警察も熊本県警察に統合され、姿を消した。

## 組織
1950年（昭和25年）時点
- 企画課
- 警務課
- 公安課
- 捜査課
- 青少年防犯課
- 警ら交通課

## 警察署
1950年（昭和25年）時点
- 南警察署
- 北警察署